# Óscar Chinchilla
Óscar Stuardo Chinchilla Guzmán (21 de octubre de 1969) es un ingeniero, político y exdiputado guatemalteco. Fue Presidente del Congreso de Guatemala entre el 14 de enero de 2017 y el 14 de enero de 2018.
Chinchilla es socio y uno de los fundadores del partido Compromiso, Renovación y Orden y actualmente es el Secretario General de la agrupación.

## Carrera política
Después de la creación del partido CREO, fue candidato y ha sido electo como diputado al Congreso de Guatemala en las elecciones de 2011, 2015 y 2019 por el Distrito de Guatemala. Dentro de dicho organismo de estado ha ocupado diferentes puestos: en el año 2012 fue tercer vicepresidente del congreso y también cuarto secretario de 2016 a 2017.
Anteriormente había sido miembro del consejo municipal de Villa Nueva entre los años 2004 y 2008.